# 汉斯·克里斯蒂安·安徒生文学奖
汉斯·克里斯蒂安·安徒生文学奖（丹麥語：Hans Christian Andersen Litteraturpris）是2010年建立于丹麦的文学奖，授予像汉斯·克里斯蒂安·安徒生一样的在世儿童文学家。奖金为50万丹麦克朗（9万美元），同时获得雕塑家斯塔·瑞·汉森雕刻的青铜雕塑“丑小鸭”。

## 得主
2007年巴西作家保罗·科埃略接受了丹麦城市欧登塞的一个纪念奖。颁奖仪式十分成功，这让活动的组织者考虑设立一个新的文学奖项。所以虽然该奖项于2010年设立，但保罗·科埃略被列入获奖者名单中。
| 年份 | 得主               | 国籍       | 备注  |
| ---- | ------------------ | ---------- | ----- |
| 2007 | 保罗·科埃略        | 巴西       |       |
| 2010 | J·K·罗琳           | 英国       | [ 1 ] |
| 2012 | 伊莎贝·阿言德      | 智利- 美国 | [ 3 ] |
| 2014 | 薩爾曼·魯西迪      | 英国       |       |
| 2016 | 村上春樹           | 日本       |       |
| 2018 | A·S·拜厄特         | 英国       | [ 4 ] |
| 2022 | 卡爾·奧韋·克瑙斯高 | 挪威       | [ 5 ] |
| 2024 | 瑪格麗特·愛特伍    | 加拿大     |       |